# 神戸市立ありの台小学校
神戸市立ありの台小学校（こうべしりつ ありのだいしょうがっこう）は、兵庫県神戸市北区有野台にある公立小学校である。

## 概要
有野台地域の少子化に伴い、神戸市立有野台小学校と神戸市立有野東小学校の統合により設置される。

## 沿革
- 2019年（平成31年・令和元年）
  - 4月1日 - 有野台小学校と有野東小学校の統合により神戸市立ありの台小学校設置[2]（旧有野台小学校舎を使用）。
  - 4月8日 - 対面・開校・着任の各式典と最初の始業式挙行。
  - 4月9日 - 第1回入学式挙行。
  - 6月1日 - 最初の運動会開催。
- 2020年（令和2年）3月24日 - 第1回卒業式挙行。
- 2022年（令和4年）4月 - 旧有野東小学校舎に移転[3]

## 教育目標
- いきいき のびのび
  - しっかり学ぶ子
  - 心豊かな子
  - たくましく生きる子

## 通学区域
- 神戸市北区[4]
  - 有野台1 - 9丁目、東有野台1 - 5丁目

## 進学先中学校
- 神戸市立有馬中学校

## 校区内の主な施設
- 神戸市立有馬中学校
- 北六甲幼稚園
- 神戸有野台郵便局
- 有野台地域福祉センター
- 神戸すまいまちづくり公社 有野台会館
- 神戸アドベンチスト病院
- コープこうべ コープ有野
- 有野公園
- 切畑公園

## 交通
- 神戸電鉄三田線
  - 岡場駅から、徒歩約1.3km・約20分。
  - 五社駅から、徒歩約1.4km・約21分。
- 阪急バス「切畑公園前」バス停下車後、徒歩140m・数分。
- 阪神高速7号北神戸線五社出入口から、車で約1.6km・約3分。

## 通学区域が隣接している学校
- 神戸市立有野小学校
- 西宮市立山口小学校